# 袋町停留場
袋町停留場（ふくろまちていりゅうじょう、袋町電停）は、広島市中区中町および袋町にある広島電鉄宇品線の停留場である。駅番号はU02。

## 歴史
袋町停留場は1912年（大正元年）、宇品線が紙屋町 - 御幸橋間で開通した際に開設された。戦時中の1942年（昭和17年）に停留場は一度廃止されたが、戦後に再び設置されている。
戦前、停留場近くには国泰寺の境内に立つクスノキの巨樹があった。クスノキはその脇を抜ける電車の姿とともに広島市内の名所として親しまれ、絵葉書の題材となるほどであったが、広島市への原子爆弾投下により焼け枯れて現存しない。

### 年表
- 1912年（大正元年）11月23日：開業[3]。
- 1942年（昭和17年）5月頃：廃止。戦後（時期不明）に復活[3]。
- 1996年（平成8年）10月：駅番号「U2」を付与[4]。
- 2025年（令和7年）8月3日：駅番号を「U02」へ変更[5]。

## 構造
宇品線はほぼすべての区間で道路上に軌道が敷設された併用軌道であり、当停留場も道路上にホームが設けられている。ホームは低床式で2面あり、南北方向に伸びる2本の線路を挟み込むように配置されている。ただ互いのホームは南北方向にずれて位置しており、北に広島港（宇品）方面へ向かう下りホームが、南に紙屋町・本線方面へ向かう上りホームが置かれている。
広島平和記念公園に近いことから、広島港（宇品）方面行き電車の自動放送のアナウンスでは「平和記念公園入口」とアナウンスされている。ふだんは無人駅であるが、ひろしまフラワーフェスティバル開催時には整理員が配置される。

### 運行系統
当停留場には広島電鉄で運行されている系統のうち、1号線、3号線、7号線、それに0号線が乗り入れる。
| 下りホーム （市役所前方面） | 1号線 · 7号線         | （広電本社前経由）広島港（宇品）ゆき |
| 下りホーム （市役所前方面） | 3号線 · 0号線         | 日赤病院前ゆき                       |
| 下りホーム （市役所前方面） | 3号線 · 7号線 · 0号線 | 広電本社前ゆき                       |
| 上りホーム （紙屋町方面）   | 1号線                 | （八丁堀経由）広島駅ゆき             |
| 上りホーム （紙屋町方面）   | 3号線                 | （十日市町経由）広電西広島ゆき       |
| 上りホーム （紙屋町方面）   | 7号線                 | （十日市町経由）横川駅ゆき           |

## 周辺
停留場前には1992年（平成4年）に移転した旧日本銀行広島支店があり、広島市の重要文化財に指定されている。北東には頼山陽史跡資料館が立地している。
- 広島平和記念公園（特に広島平和記念資料館最寄）
- NHK広島放送局（NHK広島放送センタービル）
- 広島テレビ放送中町ビル（旧本社）
- 平和大通り
- ANAクラウンプラザホテル広島
- 袋町裏通り
- 山口銀行広島支店
- 福岡銀行広島支店
- スルガ銀行大阪支店広島出張所

### バス路線
鯉城通り沿いに「袋町」バス停が南行き（市役所前方面）のみあり、広電バス・広島バス・芸陽バスが停車する。北行き（紙屋町・八丁堀・広島駅・牛田方面）は「本通り」バス停が最寄りとなる。
袋町バス停（南行きのみ 市役所前方面）
- 2号線（広電バス） 市役所前行き 平日の午前のみ
- 3号線（広電バス） 舟入本町・観音マリーナホップ方面
- 6号線（広電バス） 舟入本町・江波方面
- 7号線（広電バス） 南区役所前・東雲方面
- 12号線（広電バス） 市役所前行き・仁保沖町方面 平日朝のみ
- 21号 宇品線（広島バス） ベイシティ宇品・広島港方面
- 41号線（広電バス・芸陽バス） 南区役所前・東雲方面
- 54,55号 西広島バイパス線（広電バス） 舟入本町・西広島バイパス方面
- 60,64号線（広電バス） 市役所前行き
- 101 エキまちループ 左回り（広電バス・広島バス） 田中町方面

## 隣の停留場
広島電鉄
宇品線
本通停留場 (U01) - 袋町停留場 (U02) - 中電前停留場 (U03)